# 1. Liga (Tschechoslowakei) 1966/67
Die Spielzeit 1966/67 der 1. Liga  war die 24. reguläre Austragung der höchsten Eishockeyspielklasse der Tschechoslowakei. Mit 52 Punkten setzte sich der Armeesportklub Dukla Jihlava durch. Für die Mannschaft war es ihr erster tschechoslowakischer Meistertitel überhaupt.

## Modus
Wie in der Vorsaison wurde die Liga mit zehn Mannschaften ausgespielt. Da jede Mannschaft gegen jeden Gruppengegner je zwei Heim- und Auswärtsspiele austrug, betrug die Gesamtanzahl der Spiele pro Mannschaft 36 Spiele. Meister wurde der Gewinner der Hauptrunde. Der Tabellenletzte stieg direkt in die jeweilige Landesmeisterschaft ab.

## Tabelle
| Pl. | Team                    | Sp. | S  | U | N  | Torv.   | Pkt. |
| --- | ----------------------- | --- | -- | - | -- | ------- | ---- |
| 1.  | Dukla Jihlava           | 36  | 23 | 6 | 7  | 173:81  | 52   |
| 2.  | Spartak ČKD Prag        | 36  | 22 | 5 | 9  | 163:121 | 49   |
| 3.  | ZKL Brno                | 36  | 20 | 5 | 11 | 139:100 | 45   |
| 4.  | Slovan CHZJD Bratislava | 36  | 21 | 2 | 13 | 180:123 | 44   |
| 5.  | Tesla Pardubice         | 36  | 18 | 4 | 14 | 142:134 | 40   |
| 6.  | Dukla Košice            | 36  | 16 | 4 | 16 | 120:131 | 36   |
| 7.  | TJ SONP Kladno          | 36  | 10 | 6 | 20 | 126:160 | 26   |
| 8.  | TJ Gottwaldov           | 36  | 12 | 2 | 22 | 111:150 | 26   |
| 9.  | CHZ Litvínov            | 36  | 10 | 2 | 24 | 103:198 | 22   |
| 10. | VŽKG Ostrava            | 36  | 8  | 4 | 24 | 108:167 | 20   |

Bester Torschütze der Liga wurde Václav Nedomanský von Slovan CHZJD Bratislava, der in den 36 Spielen seiner Mannschaft 40 Tore erzielte.

### Meistermannschaft von Dukla Jihlava
| Logo | Torhüter      | Hovora, Podhorský, Jursa |
| Logo | Abwehrspieler | Jan Suchý, Ladislav Šmíd, Trachta, Neubauer, Panchártek                                                                                                   |
| Logo | Stürmer       | Jan Klapáč, Jaroslav Holík, Jiří Holík, Jan Hrbatý, Jiří Kochta, Vorlíček, Neveselý, Balun, Josef Augusta, Vrabec, Štrojza, P. Suchý, M. Klapáč, Všianský |
| Logo | Trainer       | Jaroslav Pitner, Stanislav Neveselý |

## 1. Liga-Qualifikation
Die Gewinner der vier Zweitligagruppen, VTŽ Chomutov, Spartak Hradec Králové, Slezan Opava und Dukla Nitra spielten in Hin- und Rückspiel um die Aufnahme in die 1. Liga für die folgende Spielzeit. Dabei setzte sich der VTŽ Chomutov mit zwölf Punkten durch und stieg in die 1. Liga auf.
| Platz | Team                   | Punkte |
| ----- | ---------------------- | ------ |
| 1.    | VTŽ Chomutov           | 12     |
| 2.    | Slezan Opava           | 6      |
| 3.    | Spartak Hradec Králové | 4      |
| 4.    | Dukla Nitra            | 2      |